# Roškovce
Roškovce és un poble i municipi d'Eslovàquia. Es troba a la regió de Prešov, al nord del país.

## Història
La primera referència escrita de la vila data del 1478.

## Demografia
| Godina             | 1994 | 2004    | 2014    | 2024    |
| ------------------ | ---- | ------- | ------- | ------- |
| Nombre de persones | 246  | 217     | 185     | 132     |
| Diferència         |      | −11,78% | −14,74% | −28,64% |

| Godina             | 2023 | 2024   |
| ------------------ | ---- | ------ |
| Nombre de persones | 139  | 132    |
| Diferència         |      | −5,03% |